# The True Story of Lynn Stuart
The True Story of Lynn Stuart (A Verdadeira História de Lynn Stuart) é um filme de drama biográfico estadunidense de 1958, estrelado por Betsy Palmer, Jack Lord, Barry Atwater e lançado pela Columbia Pictures. Foi o último filme dirigido por Lewis Seiler.

## Elenco
- Betsy Palmer – Phyllis Carter, também conhecido como Lynn Stuart
- Jack Lord – Willie Down
- Barry Atwater – Lt. Jim Hagan
- Edmund G. Brown – Himself
- Kim Spalding – Ralph Carter
- Karl Lukas – Hal Bruck
- Casey Walters – Eddie Dine
- Claudia Bryar – Nora Efron
- John Anderson – "Doc"
- Rita Duncan – Sue
- Lee Farr – Ben
- Louis Towers – Jimmie Carter
- James Maloney – Dr. Freeley
- Carlos Romero – Fred
- Artie Lewis – Gus
- Gavin MacLeod – Turk
- Linda Cherney – Car hop
- Don Devlin – The Kid
- Edward Le Veque – Father Albert